# Ковальов Владислав Володимирович
Владислав Володимирович Ковальов (біл. Уладзіслаў Уладзіміравіч Кавалеў; нар. 6 січня 1994, Мінськ) — білоруський шахіст, гросмейстер від 2013 року.
Його рейтинг на січень 2020 року — 2660 (82-те місце у світі, 1-ше серед шахістів Білорусі).

## Шахова кар'єра
Багаторазовий призер чемпіонату Білорусі серед юніорів у різних вікових категоріях, зокрема тричі золотий у категорії до 20 років (2009, 2011, 2012). Представник країни на чемпіонатах світу та Європи серед юніорів у різних вікових категоріях, зокрема дворазовий призер: срібний (Херцег-Новий 2008 — ЧЄ до 14 років) і бронзовий (Батумі 2010 — ЧЄ до 16 років).
Гросмейстерські норми виконав у 2013 році, під час чемпіонату Білорусі (Мінськ), турніру Moscow-Open 2013 І (Москва) та індивідуальних чемпіонату Європи (Лігниця). Переможець меморіалу Ілмара Рауда у Вільянді (2013, разом з Мікаелем Агоповим).
Неодноразовий учасник фіналу чемпіонату Білорусі, зокрема дворазовий призер: срібний (2013) і бронзовий (2012).
Представник Білорусі на командних змаганнях, зокрема:
- двічі на шахових олімпіадах (2012, 2014)[5],
- на командному чемпіонаті Європи (2013)[6],
- на шаховій олімпіаді серед юніорів до 16 років (2010)[7].

У січні 2019 року Владислав Ковальов з результатом 10 з 13 можливих очок (+7-0=6) став переможцем турніру «В» Tata Steel Chess, що проходив у Вейк-ан-Зеє.
Через рік на турнірі 20-ї категорії «Tata Steel Chess Tournament», Ковальов набравши 4 очки з 13 можливих (+1-6=6) посів останнє 14 місце.

## Зміни рейтингу
| На цьому місці має відображатися графік чи діаграма, однак з технічних причин його відображення наразі вимкнено. Будь ласка, не видаляйте код, який викликає це повідомлення. Розробники вже працюють для того, щоби відновити штатне функціонування цього графіка або діаграми. | |
| | На цьому місці має відображатися графік чи діаграма, однак з технічних причин його відображення наразі вимкнено. Будь ласка, не видаляйте код, який викликає це повідомлення. Розробники вже працюють для того, щоби відновити штатне функціонування цього графіка або діаграми. |